# Fotbollsföreningen Jaro Jalkapalloseura 2011

## Stagione
Nella stagione 2011 lo Jaro ha disputato la Veikkausliiga, massima serie del campionato finlandese di calcio, terminando il torneo all'undicesimo posto con 31 punti conquistati in 33 giornate, frutto di 7 vittorie, 10 pareggi e 16 sconfitte. In Suomen Cup è stato eliminato agli ottavi di finale dal MyPa. In Liigacup è stato eliminato ai quarti di finale dall'Honka.

## Rosa
| N. |                      | Ruolo | Calciatore           |
| -- | -------------------- | ----- | -------------------- |
| 1  | Estonia (bandiera)   | P     | Vitali Teleš         |
| 2  | Finlandia (bandiera) | D     | Nosh A Lody          |
| 3  | Finlandia (bandiera) | D     | Heikki Aho           |
| 4  | Russia (bandiera)    | D     | Maksim Vasil'ev      |
| 5  | Finlandia (bandiera) | C     | Kåre Björkstrand     |
| 6  | Finlandia (bandiera) | C     | Janne Vellamo        |
| 7  | Finlandia (bandiera) | C     | Marco Matrone        |
| 8  | Finlandia (bandiera) | D     | Jari Sara            |
| 9  | Finlandia (bandiera) | A     | Björn-Erik Sundqvist |
| 11 | Finlandia (bandiera) | A     | Jani Bäckman         |
| 12 | Finlandia (bandiera) | P     | Jesse Öst            |
| 13 | Finlandia (bandiera) | D     | Jani Sarajärvi       |

| N. |                           | Ruolo | Calciatore      |
| -- | ------------------------- | ----- | --------------- |
| 15 | Finlandia (bandiera)      | C     | Markus Kronholm |
| 16 | Senegal (bandiera)        | A     | Papa Niang      |
| 17 | Finlandia (bandiera)      | A     | Petter Meyer    |
| 18 | Finlandia (bandiera)      | C     | Thomas Kula     |
| 19 | Finlandia (bandiera)      | C     | Simon Skrabb    |
| 20 | Germania (bandiera)       | D     | Tillman Grove   |
| 21 | Finlandia (bandiera)      | A     | Daniel Fellman  |
| 22 | Finlandia (bandiera)      | C     | Johan Brunell   |
| 25 | Costa d'Avorio (bandiera) | A     | Venance Zézé    |
| 26 | Finlandia (bandiera)      | D     | Tommi Haanpää   |

## Statistiche

### Statistiche di squadra
| Competizione  | Punti | In casa | In casa | In casa | In casa | In casa | In casa | In trasferta | In trasferta | In trasferta | In trasferta | In trasferta | In trasferta | Totale | Totale | Totale | Totale | Totale | Totale | DR  |
| Competizione  | Punti | G       | V       | N       | P       | Gf      | Gs      | G            | V            | N            | P            | Gf           | Gs           | G      | V      | N      | P      | Gf     | Gs     | DR  |
| ------------- | ----- | ------- | ------- | ------- | ------- | ------- | ------- | ------------ | ------------ | ------------ | ------------ | ------------ | ------------ | ------ | ------ | ------ | ------ | ------ | ------ | --- |
| Veikkausliiga | 31    | 17      | 5       | 6       | 6       | 32      | 29      | 16           | 2            | 4            | 10           | 17           | 35           | 33     | 7      | 10     | 16     | 49     | 64     | -15 |
| Suomen Cup    | -     | -       | -       | -       | -       | -       | -       | 2            | 1            | 0            | 1            | 5            | 4            | 2      | 1      | 0      | 1      | 5      | 4      | +1  |
| Liigacup      | -     | 3       | 1       | 1       | 1       | 7       | 4       | 4            | 1            | 1            | 2            | 6            | 6            | 7      | 2      | 2      | 3      | 13     | 10     | +3  |
| Totale        | -     | 20      | 6       | 7       | 7       | 39      | 33      | 22           | 4            | 5            | 13           | 28           | 45           | 42     | 10     | 12     | 20     | 67     | 78     | -11 |